# Varanus boehmei
Varanus boehmei — вид плазунів, що належить до родини варанових. Населяє ліси острова Вайгео, Індонезія. Ендемік. Має хапальний хвіст. Більшу частину свого життя проводить на деревах. Сягає приблизно 1 метр завдовжки.